# Наш језик
Наш језик је часопис Института за српски језик САНУ. Часопис је покренуло Лингвистичко друштво у Београду, под руководством Александра Белића, 1932. године. 

## О часопису
Часопис Наш језик посвећен је питањима норме савременог српског књижевног језика, прати текућу продукцију из те области путем приказа, хроника и сл.

### Историјат
Српска лингвистичка периодика покренута је напорима Александра Белића. Белић је осећао значај таквог подухвата који би представљао предуслов за даљи развој српске филологије и лингвистике. Он је био упознат са научним достигнућима европске лингвистике, као и за методе тога развитка. За организацију научног рада и обезбеђивање образовног кадра од превасходног значаја је покретање и развој лингвистичких публикација како би се разултати научног рада представили стручној и културној јавности. Само се на тај начин проширује научна база. Научне публикације које је тада објављивала Српска академија (и њене претече) као и Матица српска нису биле довољне како би оствариле даље планове развоја лингивстичке области.
Већ су били објављени часописи Српски дијалектолошки зборник 1905. и Јужнословенски филолог 1913. године. Часопис који би био посвећен проучавању савременог српског језика као и изграђивању језичке културе покренут је 1932. године у Београду под називом Наш језик. Оснивач часописа било је Лингвистичко друштво којим је руководио његов власник Александар Белић.

Први период излажења овог часописа био је до почетка Другог светског рата, до 1941. године. До тада је изашло седам годишта од по десет свезака које би излазиле појединачно или као двоброј и троброј. Последња свеска била је први број осмог годишта. Та серија броји 455 библиографских јединица које броје појединачне чланке. Након Другог светског рата, часопис Наш језик је поново покренут са поднасловом Нова серија, те од 1949. године излази континуирано до данас. Од тада је објављено више од четрдесет књига. До XII годишта нове серије часопис је такође излазио у десет свезака а од XIII до XXXI књиге у пет свезака. Од наредног годишта часопис је излазио у четири свеске у два двоброја све до XXXV. У периоду до XL књиге часопис је излазио једном годишње као четвороброј, а од XLI опет излазе два пута годишње по две свеске у једном броју. Нова серија (до 2012. године) броји 1200 библиографских јединица. Прилоге је до данас објављивало више од 320 аутора, већином лингвиста. У старој серији допринос су часопису давали и приложници из других професија највише се бавећи терминологијом. Такође су чланке објављивали учитељи и наставници давајући лексику из народних говора, као и професори српског језика који су у својим прилозима разматрали наставу српског језика и књижевности као и нормативна питања.

### Периодичност излажења
У старој серији часопис је излазио у десет свезака годишње. Нова серија, која почиње са издавањем 1949. године такође је излазила у десет свезака наредних дванаест годишта. Од 1963. године часопис је излазо у пет свезака до године 1996. Од 32. годишта до 48. годишта (2017) часопис излази у четири свеске а од 2018. године излази полугодишње. 

## Уредници
Први уредник овог часописа био је његов покретач Александар Белић, који је уредио предратну серију и нову серију до књиге Х/1–2. На месту уредника Белића је наследио Михаило Стевановић од књиге Х/3–4 до ХХI/1–2. Од књиге ХХI/3–4 до књиге ХХХ часопис је уређивао Митар Пешикан, а од XXXI до XXXVI Мирослав Николић. Уредник од XXXVII књиге је Срето Танасић. Чланови редакције били су у старој серији: Драгутин Костић, Милош Ивковић, Глиша Елезовић, Милош Московљевић, Бранко Милетић, Гојко Ружичић, Данило Вушовић, Радомир Алексић, Петар Ђорђић, Радосав Бошковић, Михаило Стевановић, Јован Вуковић, Миодраг Лалевић, а у новој серији и: Милица (Бабић) Вујанић, Даринка Гортан-Премк, Владо Ђукановић, Бранислав Милановић, Драгана Мршевић-Радовић, Берислав Николић, Мирослав Николић, Асим Пецо, Митар Пешикан, Љубомир Поповић, Милица Радовић-Тешић, Стана Ристић, Живојин Станојчић, Игрутин Стевовић, Срето Танасић, Драго Ћупић, Егон Фекете, Олга Цвијић.

## Аутори прилога
Аутори прилога су од истакнутих посланика у области проучавања савременог српског језика и његове норме до асистената и приправника који улазе у ову област. У часопису објављују, пре свега, сарадници Института за српски језик САНУ и катедри за српски језик Београдског, Новосадског, Нишког, Крагујевачког универзитета као и сарадници са страних универзитета који се баве србистиком. Детаљан списак аутора прилога (до. 2012. године) налази се у објављеној библиографији часописа (Живановић и др. 2012).

## Теме
Током свога постојања па и данас часопис се бави проблемима савременог књижевног језика и његове норме осим у ситуацијама када су нека питања из дијахроније или дијалектологије доприносила бољем познавању стандардног језика или разрешавању одређених језичких питања. Стара серија је имала развијену интеракцију са читаоцима као и улогу језичког саветника (кроз рубрике Наша пошта, Дискусије и дописи и сл.), часопис Наш језик данас доноси обимније, често и теоријске студије о српском језику, те прати развој лингвистичке методологије као и теорије. Као научно гласило овај приступ језику подигао је његову вредност али је истовремено утицало да се часопис окрене ускостручним читаоцима из области науке о српском језику. Његова структура се временом оформила у виду рубрика.
Часопис данас може бити добар извор за разноврсна изучавања граматичких проблема, историје српског језика као и историје граматичке терминологије (на пример, како се смењују термини грађење / творба речи, наставак / суфикс, како улазе термини нових теоријско-методолошких приступа) и др.

## Електронски облик часописа
Приступ електронском облику часописа у коме се чланци налазе у пуном тексту налази се у дигиталном репозиторијуму Института за српски језик САНУ на адреси: Дигитални репозиторијум САНУ и института